# Бранислав Протић
Бранислав Бранко Протић (Бачка Паланка, 27. децембар 1931 — Београд, 29. мај 1990) био је српски сликар и професор на Факултету ликовних уметности у Београду.

## Биографија
Завршио је Академију ликовних уметности у Београду у класи проф. Зорана Петровића. Похађао је и специјални течај у класи проф. Недељка Гвозденовића 1961. године. Био је професор сликарсва на Факултету ликовних уметности у Београду. Био је председник Удружења ликовних уметника Србије (УЛУС) у Београду. Излаже од 1954. године. Од 1960. учествовао је на бројним групним изложбама у земљи и иностранству.
Бавио се падобранством. Приликом једног скока је погинуо.

## Сликарство
Историографија српског сликарства друге половине прошлог века утврдила је место Бранка Протића као првог заступника енформела узимајући у обзир чињеницу да је он већ 1958. године на београдској Академији позоришне уметности, а одмах потом и на Трибини младих у Новом Саду 1959. изложио слике једне потпуно нове поетике која се супротставила доминантном „социјалистичком естетизму“. Тиме је његова улога у нашем сликарству дефинитивно одређена. Феномен енформела у српском сликарству веома је интензивно дискутован. С једне стране је оспораван, али је и снажно подржаван од водећих ликовних критичара тог времена. У прилог томе су биле и бројне изложбе које су појединачно или групно приређиване уметницима енформел сликарства, награде које су им додељиване на значајним изложбама као и угледним местима у студијским публикација које су се бавиле српским савременим сликарством. Протић је био припадник друге, нове генерације енформел сликарства која је овом врстом сликарске праксе и започела јавну делатност. Најрадикалнији међу њима, али и међу уметницима старије генерације, Бранко Протић је био најрадикалнији по употреби несликарске материје, посебно у првом периоду када је у слику уносио материјале који су јој је давали изразито рељефну, пластичку структуру. Први циклуси које је Протић начинио крајем шесте деценије стоје на почетку оног низа слика које иницирају и припадају појави која се назива „српски енформел“.

## Самосталне изложбе
- 1954. Раднички универзитет, Бачка Паланка
- 1958. Академија за позоришну уметност, Београд (необјављена изложба)
- 1959. Трибина младих, Нови Сад
- 1960. Галерија Графичког колектива, Београд
- 1961. Музеј примењене уметности, Београд
- 1962. Салон Модерне галерије, Београд
- 1963. Галерија УЛУС, Београд
- 1964. Раднички дом - Универзитет, Скопље
- 1966. Галерија Графичког колектива, Београд
- 1971. Салон Музеја савремене уметности, Београд
- 1972. Галерија Ликовних уметника Војводине, Нови Сад
- 1990. Галерија Удружења ликовних уметника Војводине, Нови Сад
- 1993. Галерија УЛУС, Београд (ретроспективна изложба)
- 2000. Изложбени простор ИКА „Прометеј“, Нови Сад, Галерија Графички колектива, Београд, Галерија Факултета ликовних уметности, Београд (ретроспективна изложба)
- 2008. Ликовна галерија Културног центра Београда, Београд (радови 1956-1966)